# Edward Walter Eberle
Pour les articles homonymes, voir Eberle.
Edward Walter Eberle, né le 17 août 1864 et mort le 6 juillet 1929 est un amiral de l'United States Navy.

## Histoire
Edward Walter Eberle est né à Denton (Texas). Il grandit dans l'Arkansas et est diplômé de l'académie navale d'Annapolis en 1885. Il sert alors sur plusieurs navires, montrant un talent certain pour l'artillerie. En 1896, Eberle est assigné au cuirassé flambant neuf USS Oregon, sur lequel il se distingue en tant qu'officier d'artillerie durant la bataille de Santiago, en juillet 1898.
Eberle est ensuite aide de camp du commandant de l'Asiatic Squadron, débutant ainsi une période durant laquelle il sera proche d'officiers expérimentés. Aux commandes de la flotte de torpilleurs de l'Atlantique de 191 à 1913, il en ressort promu capitaine. En 1915, il est nommé directeur de l'académie navale d'Annapolis, poste qu'il garde jusqu'à la fin de la Première Guerre mondiale. Il commande ensuite une division de cuirassés de l'Atlantic Fleet, avant d'être promu amiral et nommé commandant en chef de la Pacific Fleet.
En 1923, il est nommé chef des opérations navales. Ses quatre ans à ce poste sont marqués par une lutte difficile afin de maintenir la puissance navale américaine face aux limitations du traité naval de Washington, à la rigueur budgétaire et à la réticence face à l'aviation navale. Eberle réussit néanmoins à obtenir des fonds pour moderniser les cuirassés, commencer la construction de croiseurs lourds et finir la construction des porte-avions Lexington et Saratoga. Il quitte son poste en novembre 1927 et prend sa retraite en août 1928.
Edward Walter Eberle meurt le 6 juillet 1929 à Washington.